# Трюгве Ли
Трюгве Ли (на норвежки: Trygve Halvdan Lie, изговор) е норвежки политик. Преди Втората световна война Ли е един от лидерите на норвежката Партия на труда и заема няколкократно министерски постове. От 1946 до 1952 е избран за първи генерален секретар на ООН.
Трюгве Ли е роден на 16 юли 1896 г. в Грурю, днес квартал на столицата Осло. Неговият баща Мартин напуска семейството и отива да работи в САЩ като дърводелец, а майка му Хулда държи пансион. През 1911 г. е приет за член на младежката организация на Партията на труда. Завършва право в Университета на Осло през 1919 г. Работи като помощник-секретар на Партията на труда от 1919 до 1922 г., а през 1921 г. се жени за Хьордис Йоргенсен. Имат три дъщери: Сисел, Гури и Мете. От 1922 до 1935 г. е юрисконсулт на Федерацията на профсъюзите в Норвегия. През 1926 г. е избран за изпълнителен секретар на Партията на труда.
След инвазията на Германия Ли емигрира във Великобритания, където участва в емигрантското правителство на Норвегия, заемайки поста външен министър. Една година след завършването на войната Трюгве Ли е избран за първи Генерален секретар на ООН, която длъжност изпълнява до 1952 г.
През 1950 г. по нареждане на Ли войски под егидата на ООН се намесват във войната в Корея, което среща острия отпор на СССР. Две години по-късно САЩ обвиняват Трюгве Ли, че е допуснал в апарата на ООН да бъдат назначавани комунисти. Това принуждава Ли да подаде оставка през ноември 1952 г., макар че от 1 февруари 1951 г. получава нов мандат.
Като генерален секретар на ООН Трюгве Ли се стреми да посредничи в назряващите световни и регионални конфликти, каквито са Корейската война (1950 – 53) и блокадата на Западен Берлин (1948 – 1949). По негово време нараства и международното признание за новите държави като Израел, Народна република Китай, Индонезия. Той не допуска Испания да стане член на ООН заради режима на генерал Франко.
След завръщането си в Норвегия Трюгве Ли заема различни държавни постове, между които министър, губернатор, председател на Съвета по енергетика. През 1959 г. по поръчение на крал Олаф V Ли е успешен посредник между Италия и Етиопия в конфликта им на територията на Сомалия.
Трюгве Ли умира на 30 декември 1968 г. в малкото градче Йейлу, Норвегия.